# Proguanil
Le proguanil est une molécule antipaludique. Il s'agit d'une prodrogue qui sera métabolisée par un cytochrome P450 pour donner une molécule active de cycloguanil. Cette molécule agit comme inhibiteur de la dihydrofolate réductase (DHFR) du parasite.
Il a été développé pendant la Seconde Guerre mondiale (Guerre du Pacifique) par des chercheurs britanniques constatant l'effet de sulfamides sur des patients atteints simultanément de paludisme et d'infection à streptocoques.
Il fait partie de la liste des médicaments essentiels de l'Organisation mondiale de la santé (liste mise à jour en avril 2013). Il est utilisé en particulier dans les zones touchées par la résistance à la chloroquine.